# Махачкалинское музыкальное училище
Махачкалинское музыкальное училище имени Готфрида Гасанова — музыкальное училище, расположенное в городе Махачкале, в Республике Дагестане.

## История
1 апреля 1926 года в городе Темир-Хан-Шуре (ныне — Буйнакск) был открыт Дагестанский музыкальный техникум, расположившийся в бывшем дворце губернатора Темир-Хан-Шуры. Спустя несколько месяцев, 1 января 1927 года, новое учебное заведение было переведено в столицу республики — город Махачкалу. Ещё в довоенные годы оно стало называться музыкальным училищем.
Инициатором создания первого в республике музыкального учебного заведения стал выпускник Ленинградской консерватории, талантливый композитор и пианист, исследователь, педагог и общественный деятель, основоположник дагестанской профессиональной музыки — Готфрид Алиевич Гасанов, имя которого было позднее присвоено училищу. Открытие профессионального музыкального учебного заведения стало возможным благодаря активной поддержке Наркома просвещения Алибека Тахо-Годи.
Первый педагогический состав училища был сформирован из приглашенных музыкантов, воспитанников Московской и Петербургской консерваторий — Е. А. Юдина, О. В. Тимушева, И. В. Сафонов, В. И. Клин, М. И. Андреева—Перовская и других, а также выпускница Лейпцигской консерватории, пианистка и первая в Дагестане женщина-композитор Дженнет Далгат.

### Награды
За заслуги в развитии музыкальной культуры, подготовку профессиональных кадров училище дважды награждалось Почетной Грамотой Президиума Верховного Совета Дагестанской АССР (1976 и 1981 гг.), Почетной Грамотой Республики Дагестан (2007 г.)
В 2007 г. училище отметило 80-летие со дня основания. Многие выпускники продолжают обучение в консерваториях и музыкальных ВУЗах страны — Москвы, Санкт-Петербурга, Саратова, Ростова, Астрахани, Краснодара и т. д. Студенты училища неоднократно становились лауреатами всероссийских и международных конкурсов, фестивалей.

### Выпускники
За свою более чем 80-летнюю историю училище подготовило более трех тысяч специалистов, благодаря чему стало возможным создание в республике крупных творческих коллективов, таких как: государственный симфонический оркестр, государственный оркестр национальных инструментов, Государственный хор РД, камерный оркестр Даггосфилармонии, эстрадный оркестр Даггосфилармонии. Выпускники училища — Н. Дагиров, С. Керимов, С. Агабабов, Ш. Чалаев, М. Гусейнов, М. А. Якубов, М. Касумов, составили основу Союза композиторов Дагестана, пользующегося заслуженным авторитетом в музыкальном мире и основу педагогических коллективов музыкальных школ республики.
География работы выпускников училища обширна — Москва, Санкт-Петербург, Екатеринбург, Краснодар, Астрахань, Ростов, Таганрог, Кисловодск, Петрозаводск, Хабаровск, Азербайджан, Белоруссия, Украина, Латвия, Израиль, Сербия, Германия, США и т. д.
- См. также: Выпускники Махачкалинского музыкального училища